# Martincourt (Meurthe y Mosela)
 Martincourt  es una población y comuna francesa, en la región de Lorena, departamento de Meurthe y Mosela, en el distrito de Toul y cantón de Domèvre-en-Haye.

## Demografía
| 87 | 92 | 77 | 87 | 85 | 76 |
| Para los censos de 1962 a 1999 la población legal corresponde a la población sin duplicidades (Fuente: INSEE [Consultar]) |    |    |    |    |    |